# Чисумулу
Чисумулу (англ. Chizumulu Island) или Ризумуло — меньший из двух обитаемых островов на озере Ньяса (Малави), вблизи от побережья Мозамбика. Является эксклавом Малави в составе округа Ликома вместе со вторым обитаемым островом-эксклавом — Ликома.

## География

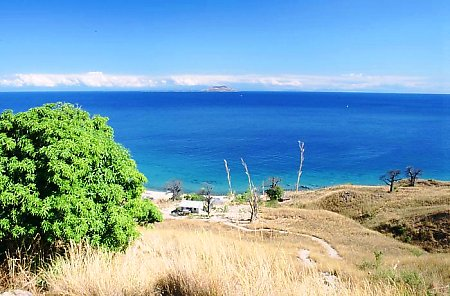
Вид на Чисумулу с острова Ликома

Остров находится в 18 километрах от берега Мозамбика, в 10 километрах от второго эксклава — острова Ликома, в 48 километрах от берега Малави, но до ближайшего порта Малави — Нката-Бей — уже 56 километров. Остров имеет вытянутую форму, и является по сути большой горой, выступающей из озера с двумя поднятиями в южном и северо-западном направлении. Длина острова — 4,5 километра, ширина в самом узком месте — около 100 метров. Самая высокая точка — гора Чингохи (Чинголе) (638 м). Рядом находятся ещё несколько небольших островов, таких как остров Мачили, остров Мембе, и большое количество одиноких скал. Северная бухта называется Мканила, восточная — Саме, западная — Читупе. В первых двух оборудованы стоянки для судов.
Верхнюю часть холмов острова занимает лес, в основном состоящий из баобабов. Нижняя часть используется для нужд сельского хозяйства, главным образом как посевные площади маниоки.
Площадь острова — 3 км², общая площадь вместе с территориальными водами — 101,4 км².

## История
Начало колонизации острова положил Давид Ливингстон, высадившись там в 1877 году. Именно под его влиянием позднее на островах Ликома появилась англиканская миссия.

## Причины создания эксклава
Своим особым положением острова обязаны англиканским миссионерам конца XIX — начала XX века, избравшими острова Ликома своей штаб-квартирой в регионе. Когда после Второй мировой войны англичане договаривались о статусе озера Ньяса, они сперва настаивали на проведении границы по побережью Португальского Мозамбика, однако позднее (в 1954 году), границу провели по середине озера, но оставив острова в составе Ньясаленда, образовав таким образом два эксклава.

## Население
На острове проживает порядка 3000 человек (на 2009 год), представляющие различные этнические группы. Большинство населения говорит на тонга, однако используется и ньянджа. В 1980 году 99 % населения принадлежало к англиканской церкви, хотя сейчас на острове присутствуют и другие конфессии.
Большинство населения занято рыбной ловлей, так как почти всё другое продовольствие завозное, за исключением небольших полей маниоки. Другой работы на острове нет, туристическое направление экономики находится в зачаточном состоянии, в отличие от соседнего острова. Электроснабжение непостоянное: с 6 до 12 и с 14 до 22 часов, как и на Ликоме. Дорог на острове нет, хотя вдоль всего берега проложены пешеходные тропы.

## Транспорт

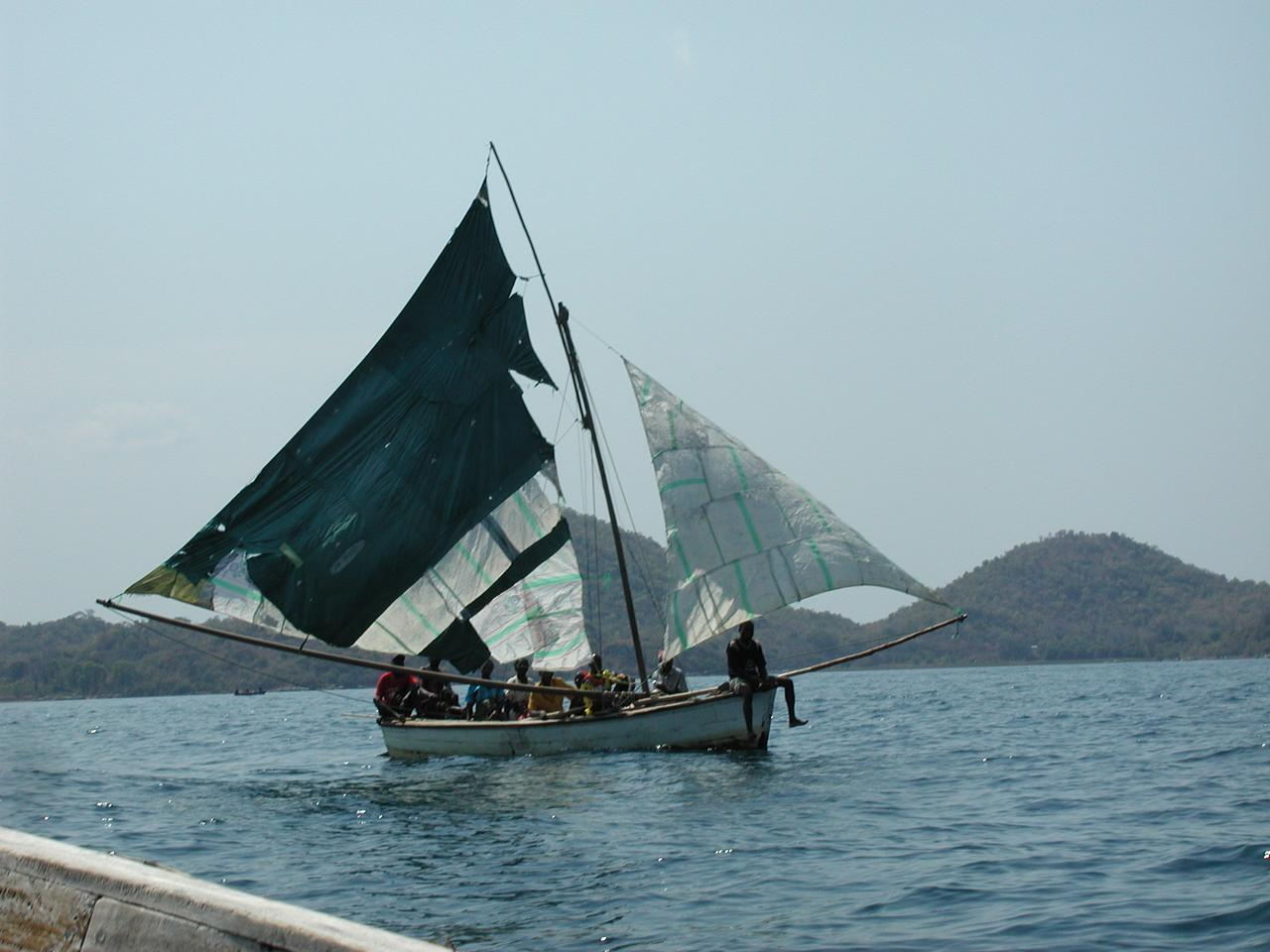
Доу вблизи островов Ликома

Добраться до острова, в отличие от его соседа, можно только водным путём:
- либо пароходом MV Ilala[англ.] (Илала), плавающим по озеру вдоль всех более-менее крупных населённых пунктов побережья и пристающим к острову дважды в неделю,
- либо через пролив от острова Ликома на небольших лодках, включая доу, которых на островах достаточно много.